# Sophie-Frédérique de Mecklembourg-Schwerin
Sophie-Frédérique de Mecklembourg-Schwerin (en allemand : Sophie Friederike von Mecklenburg), née le 24 août 1758 à Schwerin (Duché de Mecklembourg-Schwerin) et morte le 29 novembre 1794 au Palais Sorgenfri (Royaume de Danemark et de Norvège), est une princesse allemande devenue princesse dano-norvégienne par son mariage.

## Biographie
Sophie-Frédérique est la fille de Louis de Mecklembourg-Schwerin (fils du duc Christian-Louis II de Mecklembourg-Schwerin) et de son épouse Charlotte de Saxe-Cobourg-Saalfeld. Elle est la sœur cadette du grand-duc Frédéric-François Ier de Mecklembourg-Schwerin.
Elle épouse le prince héréditaire Frédéric, fils cadet du roi Frédéric V de Danemark, le 21 octobre 1774 à Copenhague. Ils ont cinq enfants :
- Julienne-Marie (2 mai 1784 – 28 octobre 1784) ;
- Christian VIII de Danemark (18 septembre 1786 – 20 janvier 1848), roi de Danemark ;
- Julienne-Sophie de Danemark (18 février 1788 – 9 mai 1850), épouse en 1812 le landgrave Guillaume de Hesse-Philippsthal-Barchfeld ;
- Louise-Charlotte (30 octobre 1789 – 28 mars 1864), épouse en 1810 le prince Guillaume de Hesse-Cassel-Rumpenheim ;
- Ferdinand de Danemark (22 novembre 1792 – 29 juin 1863)[1]